# Скотленд (Техас)
Скотленд (англ. Scotland) — місто (англ. city) в США, в окрузі Арчер штату Техас. Населення — 413 особи (2020).

## Географія
Скотленд розташований за координатами 33°38′50″ пн. ш. 98°28′8″ зх. д. / 33.64722° пн. ш. 98.46889° зх. д. (33.647344, -98.468847).  За даними Бюро перепису населення США в 2010 році місто мало площу 20,78 км², з яких 20,44 км² — суходіл та 0,34 км² — водойми.

## Демографія
Згідно з переписом 2010 року, у місті мешкала 501 особа в 170 домогосподарствах у складі 126 родин. Густота населення становила 24 особи/км².  Було 187 помешкань (9/км²).
Расовий склад населення:
| - 81,0 % — білих - 0,8 % — корінних американців - 18,2 % — осіб інших рас |

До двох чи більше рас належало 0,0 %. Частка іспаномовних становила 25,9 % від усіх жителів.
За віковим діапазоном населення розподілялося таким чином: 31,1 % — особи молодші 18 років, 57,3 % — особи у віці 18—64 років, 11,6 % — особи у віці 65 років та старші. Медіана віку мешканця становила 33,6 року. На 100 осіб жіночої статі у місті припадало 101,2 чоловіків;  на 100 жінок у віці від 18 років та старших — 105,4 чоловіків також старших 18 років.
Середній дохід на одне домашнє господарство  становив 67 983 долари США (медіана — 60 208), а середній дохід на одну сім'ю — 78 187 доларів (медіана — 68 393). Медіана доходів становила 39 063 долари для чоловіків та 25 556 доларів для жінок. За межею бідності перебувало 5,4 % осіб, у тому числі 4,9 % дітей у віці до 18 років та 17,1 % осіб у віці 65 років та старших.
Цивільне працевлаштоване населення становило 300 осіб. Основні галузі зайнятості: сільське господарство, лісництво, риболовля — 24,7 %, освіта, охорона здоров'я та соціальна допомога — 19,3 %, транспорт — 11,7 %, роздрібна торгівля — 7,0 %.